# Árgyélus királyfi
Az Árgyélus királyfi 2003-ban bemutatott magyar 2D-s számítógépes animációs film, amely Gergei Albert széphistóriája alapján készült. Az animációs játékfilm rendezője Richly Zsolt. A forgatókönyvet Marshal László írta, a zenéjét Sáry Bánk és Sáry László szerezte.

## Rövid tartalom
Gyergyai Albert História egy Árgilus nevű királyfiról és egy tündér szűzleányról című széphistóriájának rajzfilm változata egy küzdelmes emberi életutat mutat be. A király három fia közül a legkisebb, Árgyélus küzd a legelszántabban. Minden nehézség és balsiker ellenére sem adja föl, hogy rátaláljon szerelmére, a szép tündérlányra. Ezzel el is telik az élete, beleőszül, belefárad a megpróbáltatásokba. A végre megtalált boldogság azonban visszaadja erejét és fiatalságát.

## Alkotók
- Rendezte: Richly Zsolt
- Gergei Albert széphistóriája alapján írta: Marshal László
- Zenéjét szerezte: Sáry Bánk, Sáry László
- Operatőr: Bacsó Zoltán
- Mozgáspróba operatőr: Varga György
- Hangmérnök: Zsebényi Béla
- Vágó: Hap Magda
- Figuraterv: Péter László, Richly Zsolt
- Háttér: Neuberger Gizella, Antal Csilla
- Beállítási rajz: Hajdu Marianna, Varga Miklós
- Mozdulatervezők: Bánoczky Tibor, Kiss Iván, Martsa Piroska, Rofusz Kinga, Tóth Zsuzsa, Zsilli Mária
- Negatívvágó: Bederna Andrásné
- Fénymegadó: Balog Éva
- Asszisztensek: Barta Irén, Eleőd Bernadett, Zalotai István
- Produkciós vezető: Csányi Judit
- Valamint: Beck Tibor, Erdei Miklós, Farkas László, Nagy Lajos, Nyúl Zsuzsanna, a Kecskemétifilm Kft. munkatársai

- Támogatta az Országos Rádió és Televízió Testület, a Nemzeti Kulturális Alap, a Nemzeti Kulturális Örökség Minisztériuma és a Magyar Mozgókép Közalapítvány
- Készítette az Pannónia Film Kft.

## Szereplők
- Mesélő: Tordy Géza
- Ágyélus királyfi: Stohl András
- Tündérszép Ilona: Götz Anna